# Mauro Vestri
Mauro Vestri (Genova, 25 febbraio 1938 – Roma, 2 settembre 2015) è stato un attore italiano.

## Biografia
Figlio di un provveditore agli studi di origini umbre, impiegato prima a Bergamo e poi a Genova, nacque in quest'ultima città nel 1938. Sin dagli anni dell'università si interessò alla recitazione, collaborando con la goliardica Compagnia Baistrocchi ma, concluso il percorso di studi, lasciò il teatro e andò a lavorare come funzionario di una ditta di trasporti. All'inizio degli anni settanta abbandonò improvvisamente il proprio lavoro, si trasferì a Roma e cominciò ad apparire in numerosi film, in ruoli di brillante caratterista.
L'esordio avvenne nel 1971 con Il provinciale di Luciano Salce, pellicola in cui, nonostante l'esiguità della parte assegnatagli, Vestri si mise subito in risalto per una recitazione convincente, che riproporrà in altri film di livello superiore come Amici miei (1975) di Mario Monicelli o Il secondo tragico Fantozzi (1976), diretto da Luciano Salce. È con quest'ultimo film che guadagnò fama, vestendo i panni del professor Guidobaldo Maria Riccardelli, il fanatico cultore del cinema muto.
Recitò anche in alcuni polizieschi come Milano calibro 9 (1972), Il cittadino si ribella (1974) e Mark il poliziotto spara per primo (1975). Gli anni ottanta lo videro nel cast dell'Eccezzziunale... veramente (1982) di Diego Abatantuono mentre nel decennio successivo apparve in Pierino torna a scuola (1990) e Fantozzi - Il ritorno (1996). Si congedò definitivamente dal mondo del cinema nel 2000, concedendosi un'ultima apparizione in Fantozzi 2000 - La clonazione, di Domenico Saverni, interpretando il ruolo di un ex collega di Ugo Fantozzi, nel decimo e ultimo capitolo della saga comica di Paolo Villaggio.
Terminata la carriera da attore, si dedicò principalmente alla musica jazz: nel 2008 fece parte della giuria di Lucca Jazz Donna, concorso dedicato a musiciste emergenti. Il 18 maggio 2014 coordinò i festeggiamenti per i 30 anni dell'Alexanderplatz, club romano di musica jazz. Negli ultimi anni di vita continuò a lavorare come coordinatore e presentatore di eventi e di concerti, occupandosi anche dell'organizzazione di concerti di musica jazz.
Il 2 settembre 2015 fu trovato privo di vita nella sua casa di Roma, in via Antonio Sala a Valle Aurelia, dove viveva solo: dalla moglie Beverly Lewis, cantante jazz newyorchese, si era infatti separato da tempo e la donna era tornata a vivere negli Stati Uniti d'America. Il corpo dell'attore, in avanzato stato di decomposizione, steso sul letto con indosso un pigiama, venne rinvenuto presumibilmente ad una settimana di distanza dal decesso effettivo. È sepolto nel cimitero di Petrignano del Lago, suo paese d'origine.

## Filmografia
- Il provinciale, regia di Luciano Salce (1971)
- Decameron proibitissimo (Boccaccio mio statte zitto), regia di Franco Martinelli (1972)
- Canterbury proibito, regia di Italo Alfaro (1972)
- Milano calibro 9, regia di Fernando Di Leo (1972)
- Valeria dentro e fuori, regia di Brunello Rondi (1972)
- La schiava io ce l'ho e tu no, regia di Giorgio Capitani (1972)
- Ingrid sulla strada, regia di Brunello Rondi (1973)
- C'era una volta questo pazzo pazzo West, regia di Vincenzo Matassi (1973)
- Il brigadiere Pasquale Zagaria ama la mamma e la polizia, regia di Luca Davan (1973)
- Il cittadino si ribella, regia di Enzo G. Castellari (1974)
- La mafia mi fa un baffo, regia di Riccardo Garrone (1974)
- L'erotomane, regia di Marco Vicario (1974)
- Anno uno, regia di Roberto Rossellini (1974)
- Amici miei, regia di Mario Monicelli (1975)
- Il giustiziere di mezzogiorno, regia di Mario Amendola (1975)
- Il cav. Costante Nicosia demoniaco ovvero: Dracula in Brianza, regia di Lucio Fulci (1975)
- La donna della domenica, regia di Luigi Comencini (1975)
- Mark il poliziotto spara per primo, regia di Stelvio Massi (1975)
- Il padrone e l'operaio, regia di Steno (1975)
- Nina, regia di Vincente Minnelli (1976)
- Basta che non si sappia in giro, regia di Luigi Comencini, Nanni Loy e Luigi Magni (1976)
- La cameriera nera, regia di Mario Bianchi (1976)
- Il secondo tragico Fantozzi, regia di Luciano Salce (1976)
- Il mostro, regia di Luigi Zampa (1977)
- Casanova & Company (Casanova & Co.), regia di Franz Antel (1977)
- Maschio latino... cercasi, regia di Giovanni Narzisi (1977)
- Quel maledetto treno blindato, regia di Enzo G. Castellari (1978)
- Voglia di donna, regia di Franco Bottari (1978)
- Libidine, regia di Raniero Di Giovanbattista (1979)
- L'insegnante al mare con tutta la classe, regia di Michele Massimo Tarantini (1979)
- Ciao nì!, regia di Paolo Poeti (1979)
- Letti selvaggi, regia di Luigi Zampa (1979)
- Baila guapa, regia di Al Midweg (1979)
- Con la zia non è peccato (1980)
- Eccezzziunale... veramente, regia di Carlo Vanzina (1982)
- Il male oscuro, regia di Mario Monicelli (1990)
- Pierino torna a scuola, regia di Mariano Laurenti (1990)
- Una donna da guardare, regia di Michele Quaglieri (1990)
- Fantozzi - Il ritorno, regia di Neri Parenti (1996)
- In principio erano le mutande, regia di Anna Negri (1999)
- Fantozzi 2000 - La clonazione, regia di Domenico Saverni (1999)

## Doppiatori italiani
- Oreste Lionello in La schiava io ce l'ho e tu no
- Sergio Tedesco in Il secondo tragico Fantozzi
- Aldo Barberito in L'insegnante al mare con tutta la classe